# Harnröhrenstimulation

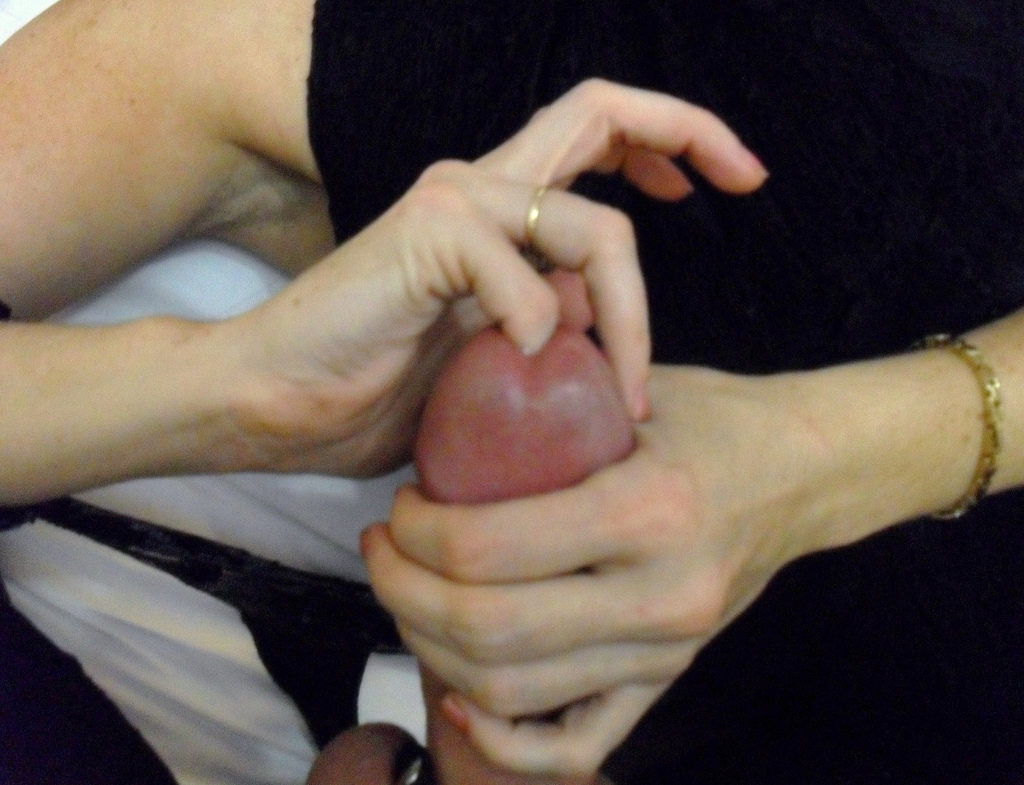
Harnröhrenstimulation beim Mann

Die Harnröhrenstimulation bezeichnet eine Sexualpraktik, bei der die männliche oder weibliche Harnröhrenöffnung (lat. Ostium urethrae externum) beziehungsweise die Harnröhre (lat. Urethra) stimuliert wird. Dies kann entweder manuell oder durch das Einführen von Objekten geschehen.

## Bezeichnung
Häufig findet die englische Bezeichnung Urethral Stimulation oder Urethral Play Verwendung. Umgangssprachlich und auf Männer bezogen wird die Harnröhrenstimulation auch Cockstuffing (dt. Penisfüllung; cock = englischer Slang-Ausdruck für Penis) genannt.

## Empfindlichkeit der Harnröhre
Die Harnröhre stellt einen dicht innervierten, empfindlichen Teil des menschlichen Körpers dar. Die männliche Harnröhre ist vom Corpus spongiosum umgeben, erektilem Schwellkörpergewebe; ähnliches Gewebe umgibt auch die weibliche Harnröhre. Diese ist darüber hinaus von tieferen Strukturen der Klitoris umgeben. In diesem Sinne ist sie eine erogene Zone, und die Stimulation kann als sehr lustvoll empfunden werden und auch zum Orgasmus führen. Aufgrund ihres erogenen Potentials wird die Mündung der Harnröhre auch als U(rethral)-Punkt bezeichnet, analog zur Gräfenberg-Zone, auch G-Spot, oder umgangssprachlich aber fachlich unzutreffend G-Punkt genannt.

## Methoden der Stimulation

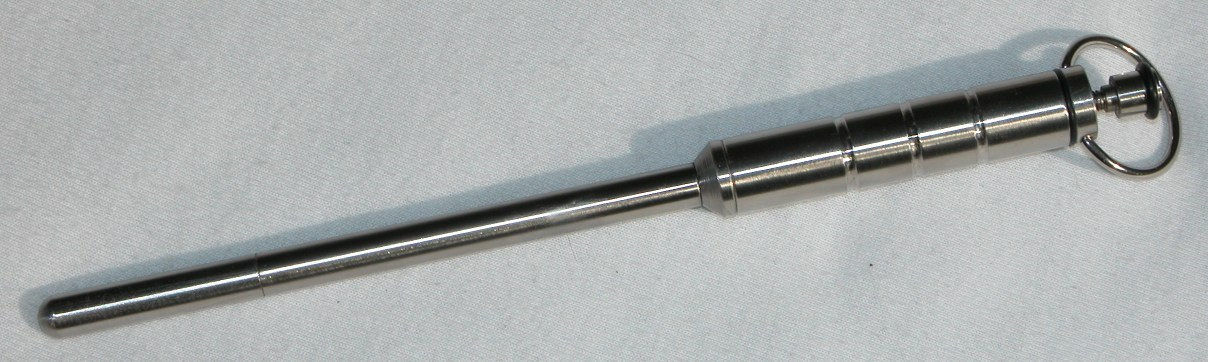
Harnröhrenvibrator

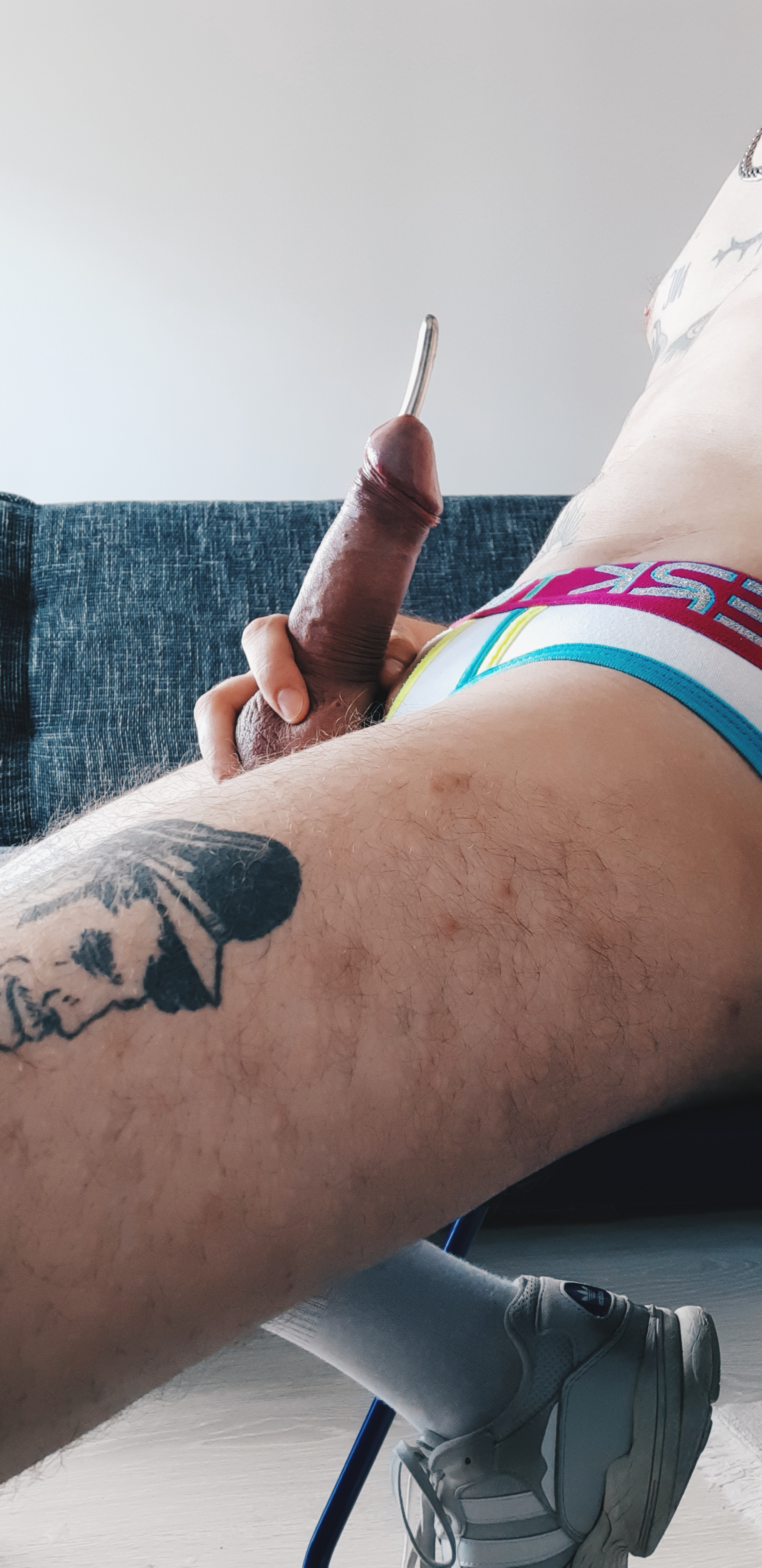
Dilatator

Die Harnröhrenstimulation wird entweder im partnerschaftlichen Vorspiel oder zur Masturbation eingesetzt.
Bei Frauen und Männern lässt sich die Harnröhre durch Dehnung oder Vibration stimulieren. Wobei sich dies bei Frauen auf das umliegende Gewebe der Klitoris auswirkt und diese so stimuliert.

Bei Männern kann die Dehnung oder Vibration auf das umliegende Schwellkörpergewebe der Harnröhre einwirken und so bis in die Eichel oder die Prostata vordringen.

### Manuelle Stimulation
Üblicherweise wird dabei der vordere Teil der Harnröhre manuell stimuliert. Dazu kann, je nach Größe der Harnröhrenmündung, die Fingerspitze eingeführt werden und durch massierende Bewegungen stimulieren.

### Externe Hilfsmittel
Darüber hinaus finden häufig verschiedene Objekte Verwendung. Neben speziell für diesen Zweck geschaffenen, käuflich zu erwerbenden Sexspielzeugen wie Harnröhrenvibratoren oder -plugs sowie Sonden für die Elektrostimulation werden neben Dilatatoren auch verschiedene länglich-glatte Alltagsgegenstände, wie zum Beispiel kunststoffummantelte Drähte oder Kerzen, verwendet. Ernst Gräfenberg schildert in einem Artikel mehrere Fälle von Frauen, die sich zu Zwecken der Masturbation Haarnadeln oder auch Bleistifte in die Harnröhre eingeführt hatten. Medizinische Sonden, die speziell zum Einführen in Körperöffnungen gedacht sind, stellen eine sicherere Alternative dar. Verschiedene Piercings im Genitalbereich können während des Geschlechtsverkehrs zu einer Stimulation der Harnröhre führen. Beim Mann kann ein Prince’s Wand zum Einsatz kommen.

### Urethralverkehr
Beim Urethralverkehr kommt es zum Einführen des Penis in die weibliche Harnröhre. Diese muss dazu langfristig graduell gedehnt werden, um einen entsprechenden Durchmesser zu erreichen. Diese Sexualpraktik ist sehr selten.

## Risiken
Die Harnröhrenstimulation kann bei unsachgemäßer Durchführung auf verschiedenem Weg zu Risiken oder Problemen führen:
- Das Einführen von spitzen oder scharfkantigen wie auch zu großen Objekten kann zu einer Verletzung der Harnröhre führen. Die Stimulation sollte beim Auftreten von Schmerzen sofort beendet werden.
- Lose Objekte können, wenn sie zu tief eingeführt werden, nicht wieder eigenmächtig entfernt werden. In solchen Fällen muss der Gegenstand von medizinischem Fachpersonal entfernt werden.
- Durch das Einschleppen von Keimen kann es zu einer Harnröhrenentzündung kommen.

Bei Frauen ist das Risiko aufsteigender Infektionen und Verletzungen der Blase durch die vergleichsweise kurze Harnröhre und deren geradlinigen Verlauf ungleich höher. Bei Männern wird üblicherweise eine Einführung über die Biegung des Penis (engl. „Cobb’s Curve“) in den Körper hinein als riskant angesehen, da dort die Schleimhaut weicher und empfindlicher wird, Irritationen häufiger sind und auch Infektionen durch eingeschleppte Bakterien leichter aufsteigen können.
Die Verwendung von unsterilen Gegenständen und der Verzicht auf Verwendung eines (sterilen) Gleitgels können die Risiken einer Verletzung oder Infektion erhöhen. Medizinische Katheter können sich bei unsachgemäßem Gebrauch unter anderem in der Harnblase aufrollen oder sie sogar ganz durchstoßen, was lebensbedrohliche Folgen haben kann.

## Verbreitung
Die Häufigkeit dieser Sexualpraktik ist unklar, allerdings werden Empfehlungen zur Entfernung von Fremdkörpern dieser Art sowohl aus der Harnröhre als auch der Harnblase in einigen klinischen Urologiehandbüchern und gynäkologischen Fachbüchern aufgeführt. Dies legt zumindest nahe, dass Unfälle mit eingeführten Gegenständen vorkommen und diese auch bis in die Blase rutschen können. Die Zahl durch diese Manipulation ausgelöster Infektionen bei Frauen ist unklar, da sich in der Praxis mehrere Ursachen als Erklärung einer Blaseninfektion anbieten. Generell gehören transurethrale Manipulationen zu den häufigsten Ursachen von Infektionen der Harnröhre (vgl. nosokomiale Infektionen), außerhalb des klinischen Umfeldes wird jedoch nicht zwischen medizinisch notwendiger (Katheter, Operationen, Untersuchungen) und sexuell stimulierender Ursache unterschieden.